# فيلا ماريا
فيلا ماريا (بالإسبانية: Villa María)‏ هي منطقة سكنية تقع في الأرجنتين في General San Martín Department, Córdoba. يقدر عدد سكانها بـ 99,820 نسمة وترتفع عن سطح البحر 196 متر.

## أعلام
- غويلرمو إيفانز
- فرانكو يارا
- إنريكي مارتينيز
- روبن ماجنانو
- أنخيل برودينسيو
- غوستافو بالاس